# Diana Dragutinović
Pour les articles homonymes, voir Dragutinović.
Diana Dragutinović, en serbe cyrillique Диана Драгутиновић (née le 6 mai 1958 à Belgrade) est une femme politique serbe. Elle est membre du Parti démocratique. Du 7 juillet 2008 à 2011, elle est ministre des Finances dans le gouvernement présidé par Mirko Cvetković. Avant sa nomination, elle était vice-gouverneur de la Banque nationale de Serbie.

## Biographie
Après avoir suivi ses études primaires et secondaire à Belgrade, Diana Dragutinović a suivi les cours de la Faculté d'économie de l'université de Belgrade ; elle y a écrit une thèse dans le domaine des modèles macroénomiques, et plus particulièrement sur les données des séries temporelles, les données en coupe instantanée et les données de panel. En 1999, elle est devenue assistante à la Faculté d'économie, enseignant notamment la macroéconomie, la politique économique, les théories sur la croissance et le développement économique ; parallèlement à son enseignement, elle a écrit des articles et des ouvrages dans ces domaines.
En tant qu'expert, Diana Dragutinović a été la conseillère spéciale du ministre serbe des Finances et de l'Économie entre 2001 et 2002. Entre 2002 et 2004, elle a été conseillère spéciale au Fonds monétaire international. Le 1er septembre 2004, elle a été nommée vice-gouverneur de la Banque nationale de Serbie pour coordonner et gérer la recherche et les statistiques dans les domaines de la politique monétaire, des opérations de marché et des systèmes de paiement. Elle a participé à l'élaboration d'une nouvelle politique monétaire, adoptée en 2006, visant à atteindre une inflation basse.

## Divers
Diana Dragutinović écrit pour la revue Economic thought et elle est membre du conseil éditorial international des Economic Annals. Elle écrit des romans, joue du piano et du violon, compose de la musique. Elle est mariée et mère de deux enfants, Sonja et Miloš.